# Musei di Genova
| Museo                                            | Tipologia                   | Indirizzo                                                                 | Sito internet                                                                   |
| ------------------------------------------------ | --------------------------- | ------------------------------------------------------------------------- | ------------------------------------------------------------------------------- |
| Lanterna di Genova                               | Storia                      | Passeggiata della Lanterna - 16126 Genova                                 | Lanterna di Genova                                                              |
| Museattivo Claudio Costa                         | Arte                        | Via Giovanni Maggio, 6 - 16147 Genova                                     |                                                                                 |
| Museo dell'Accademia ligustica di Belle Arti     | Arte                        | Largo Sandro Pertini, 4 - 16121 Genova                                    | Museo dell'Accademia ligustica di Belle Arti                                    |
| Acquario di Genova                               | Biologia marina             | Porto Antico, Ponte Spinola - 16128 Genova                                | Acquario di Genova                                                              |
| Casa di Cristoforo Colombo                       | Storia                      | vico Dritto di Ponticello - 16123 Genova                                  | Associazione Porta Soprana                                                      |
| Civico museo biblioteca dell'attore              | Storia del teatro           | Viale IV Novembre, 3 - 16121 Genova                                       | Civico museo biblioteca dell'attore                                             |
| Galata − Museo del mare                          | Storia navale               | Calata dei mari, 1 - 16126 Genova                                         | Galata - Museo del mare                                                         |
| Museo della storia del Genoa                     | Storia del calcio in Italia | Porto Antico, Palazzina San Giobatta - 16128 Genova                       | Museo della storia del Genoa Archiviato il 29 ottobre 2010 in Internet Archive. |
| Museo delle culture del mondo                    | Etnologia                   | Corso Dogali, 18 - 16136 Genova                                           | Museo delle culture del mondo                                                   |
| Museo delle musiche dei popoli                   | Etnologia/Musica            | Corso Dogali, 18 - 16136 Genova                                           | Museo delle musiche dei popoli                                                  |
| Musei di Strada Nuova                            | Arte                        | Via Giuseppe Garibaldi, 11 - 16124 Genova                                 | Musei di Strada Nuova Archiviato il 23 agosto 2011 in Internet Archive.         |
| Museo dell'acqua e del gas                       | Storia                      | Via Piacenza, 54 - 16138 Genova                                           | Museo dell'Acqua e del Gas                                                      |
| Museo d'Arte Contemporanea Villa Croce           | Arte                        | Via Jacopo Ruffini, 3 - Genova                                            | Museo d'Arte Contemporanea Villa Croce                                          |
| Museo diocesano di Genova                        | Arte                        | Via Tommaso Reggio, 20 r - 16123 Genova                                   | Museo diocesano di Genova                                                       |
| Museo d'arte orientale Edoardo Chiossone         | Arte                        | Villetta Di Negro, Piazzale Giuseppe Mazzini, 4 - 16122 Genova            | Museo d'arte orientale Edoardo Chiossone                                        |
| Museo del Risorgimento                           | Storia                      | Via Lomellini, 11 - 16124 Genova                                          | Museo del Risorgimento                                                          |
| Museo di archeologia ligure                      | Archeologia                 | Villa Durazzo-Pallavicini, Via Ignazio Pallavicini 11, 16155 Genova-Pegli | Museo di archeologia ligure                                                     |
| Museo di Sant'Agostino                           | Arte                        | Piazza Sarzano 35, 16128 Genova                                           | Museo di Sant'Agostino                                                          |
| Museo di storia naturale Giacomo Doria           | Scienze naturali            | Via Brigata Liguria 9 - 16121 Genova                                      | Museo di storia naturale Giacomo Doria                                          |
| Museo del tesoro della cattedrale di San Lorenzo | Arte                        | Via Tomaso Reggio, 17, 16123 Genova                                       | Museo del tesoro della cattedrale di San Lorenzo                                |
| Museo Giannettino Luxoro                         | Arte                        | Viale Mafalda di Savoia, 3 - 16167 Genova                                 | Museo Giannettino Luxoro                                                        |
| Museo navale di Pegli                            | Storia                      | Villa Doria Centurione, Piazza Bonavino 7, Pegli, 16156 Genova            | Museo Navale di Pegli                                                           |
| Museo speleologico del Monte Gazzo               | Speleologia                 | Piazza Nostra Signora del Gazzo, 32 - 16154 Genova                        | Museo speleologico del Monte Gazzo                                              |
| Palazzo Ducale                                   | Arte                        | Piazza Giacomo Matteotti, 9, 16123 Genova                                 | Palazzo Ducale                                                                  |
| Palazzo Reale                                    | Arte                        | Via Balbi, 10 - 16126 Genova                                              | Palazzo Reale                                                                   |
| Raccolte Frugone                                 | Arte                        | Villa Grimaldi Fassio, Via Capolungo, 9 - 16167 Genova                    | Raccolte Frugone                                                                |
| Villa Durazzo-Pallavicini                        | Arte                        | Via Lanzerotto Malocello, 11 - 16155 Genova                               | Villa Durazzo-Pallavicini                                                       |
| Villa del Principe                               | Arte                        | Piazza del Principe, 4 - Genova                                           | Villa del Principe Archiviato il 29 gennaio 2011 in Internet Archive.           |
| Wolfsoniana                                      | Arte                        | Via Serra Gropallo, 4 - 16167 Genova                                      | Wolfsoniana                                                                     |
| Museo dei Beni Culturali Cappuccini di Genova    | Arte                        | Viale IV Novembre, 5 - 16121 Genova                                       | Il BCC di Genova                                                                |
| Galleria d'arte moderna (Genova)                 | Arte                        | Via Capolungo, 3 - Genova                                                 | Gam (Genova)                                                                    |